# Liste der Monuments historiques in Chambon (Charente-Maritime)
Die Liste der Monuments historiques in Chambon (Charente-Maritime) führt die Monuments historiques in der französischen Gemeinde Chambon auf.

## Liste der Bauwerke
| Bezeichnung          | Beschreibung              | Standort       | Kennzeichnung | Schutzstatus | Datum | Bild           |
| -------------------- | ------------------------- | -------------- | ------------- | ------------ | ----- | -------------- |
| Kirche Saint-Jacques | Erbaut im 12. Jahrhundert | Le Cher (Lage) | PA17000001    | Inscrit      | 1996  | weitere Bilder |